# Go Back To The Future
『Go Back To The Future』（ゴー・バック・トゥー・ザ・フューチャー）は、韓国のボーイズグループ・NCT DREAMの5作目のオリジナルアルバム。2025年7月14日にカカオエンターテインメントから発売された。

## 概要
- ダブルタイトル曲「BTTF」と「CHILLER」を含む全9曲が収録されている[1]。
- アルバムテーマは「時間旅行」。最も輝く「自分」を探すために、過去・現在・未来を行き来する旅をスペクタクルに描いた[2]。

## プロモーション

### 予告編
- 6月23日、ホバーボード形のスケジュールポスターが公開された[1]。
デビュー曲「Chewing Gum」の象徴的なアイテムであるホバーボードが用いられている[1]。
- 7月2日、予告イメージを公開した[3]。
過去の作品を表現したアイテムをトリビュートしながら、現在を反映する洗練されたビジュアルまですべてを盛り込み、NCT DREAMならではの「タイムスリップ」を表現した[3]。
- 7月7日、ハイライトメドレー映像を公開した[4]。
アルバム全曲の一部音源と各トラックの雰囲気を表現したグラフィックモーションが組み込まれた映像となっている[4]。

### ミュージックビデオ
- 7月9日、ダブルタイトル曲「BTTF」ミュージックビデオを先行公開した[5]。
ミュージックビデオでは「絶対現在（未来）」に住んでいたメンバーたちが、ホバーボードに乗って過去にタイムスリップするが、そこはもうNCT DREAMが存在しない世界に変わっていることに気づき、すべてを元に戻すため、奮闘するというストーリー[5]。
過去と現在、未来が相まって一つの世界を成す時間旅行を通じて、結局最も輝く「僕」は今まで積み上げてきたすべての瞬間の「僕」という意味を伝えている[5]。
SF映画の傑作『バック・トゥ・ザ・フューチャー』を制作したアンブリン・エンターテインメントとユニバーサル・スタジオから正式に承認を受けて制作されており、映画を象徴する装置と稲妻、警告灯、バスといった「時間旅行」を暗示する要素を配置し、没入感を高めている[5]。
デビュー曲「Chewing Gum」のミュージックビデオに登場する寮とメンバーの姿を再現したシーンも登場している[5]。
- 7月14日、ダブルタイトル曲「CHILLER」ミュージックビデオを公開した[2]。
最も輝く「自分」を見つけたメンバーたちが「絶対現在（未来）」に戻り、今この瞬間をクールに楽しむ姿を描いている[2]。

## 収録曲
1. BTTF [3:00]
  - 作詞：KENZIE
  - 作曲：Benjamin 55、Stary55、Jeffrey Paul Allen、Duii、KENZIE、Ninos Hanna、WILJAM
  - 編曲：Benjamin 55、Stary55、KENZIE、no2zcat

タイトル「BTTF」は「Back To The Future」の略字[6]。タイムマシンに乗って旅立った時間旅行の中、NCT DREAMが歩んできた道を振り返り、決して後悔のない大切な過去に気づき、最も強く輝く未来に再び戻ろうというメッセージを込めた[6]。
シグネチャーシンセベースを基盤に過去と未来を行き来するようなダイナミックなサウンド展開とセクション構成が印象的なヒップホップダンス曲[6]。
2. CHILLER [3:04]
  - 作詞：KENZIE
  - 作曲：KENZIE、Andrew Choi、no2zcat、JSONG
  - 編曲：KENZIE、no2zcat

様々なジャンルが組み合わさった実験的なサウンドが特徴的な楽曲[7]。独特の質感とシンセサイザーの電子音、予測できないコード展開が印象的なトラックとなっている[7]。
歌詞には「自分の本当の姿」を100％楽しむクールで素敵な「CHILLER」の姿が愉快に描かれている[7]。
3. I LIKE IT [3:05]
  - 作詞：Ondine
  - 作曲：Cyrus Villanueva、WILJAM、Tim Tan
  - 編曲：Tim Tan

エレキギターが印象的なダンスポップジャンルの楽曲[3]。タイムトリップ中に小さな亀裂を通じて出会した異なる自分と一緒に、未知の世界へとがむしゃらに飛び込んでいくNCT DREAMのファンキーな魅力をダイナミックに描いている[3]。
4. DREAM TEAM [2:43]
  - 作詞：이그린 (라라라스튜디오)
  - 作曲：Ronny Svendsen、Adrian Thesen、Moa "Cazzi Opeia" Carlebecker、Jop Pangemanan
  - 編曲：Ronny Svendsen、Pizzapunk

ロックスタイルのギターリフレインと力強いビートの上にピアノとシンセサイザーが調和し、爆発的なエネルギーを放つヒップホップ&ポップロック・ジャンルの楽曲[4]。
「転んでもまた立ち上がって爽快なホームランを打とう」というポジティブなメッセージとともに、NCT DREAMならではのスポーティーな魅力を盛り込んだ[4]。
5. Interlude : Back to Our Paradise [2:05]
  - 作詞：박태원
  - 作曲：Gustav Blomberg、Zarah Christenson
  - 編曲：Gustav Blomberg、Zarah Christenson

夢幻的なサウンドと豊かなコーラスが魅力的なインタールード・トラック[3]。
歌詞には、愛していた君を探すために、もう一度古い記憶の中にタイムスリップするという物語を盛り込んだ[3]。
6. 'Bout You（나의 소나기; 僕の夕立） [3:08]
  - 作詞：조유리
  - 作曲：Young Chance、Voradory
  - 編曲：Voradory

温かく感性的なメロディが余韻を残すアコースティック・ポップバラード曲[8]。
偶然やってきた「君」という存在が運命のように僕の心を透明に染めていくという過程を夕立にたとえて表現した歌詞と叙情的なギターサウンドが調和し、一編の青春映画を連想させる[8]。
7. That Summer（여름 바람이 불어오면; 夏の風が吹いてくると） [3:18]
  - 作詞：김민정 (라라라스튜디오)
  - 作曲：Lewis Jankel、Conor Blake、Jordan Shaw
  - 編曲：Shift K3Y

明るく軽快なニュージャックスウィング・リズムにほのぼのとした感性を加えたイージーリスニング曲[8]。
テープが巻き戻される効果音と過去に戻ったような演出が印象的な楽曲。歌詞には、夏の風にふと浮かんだ初恋の甘酸っぱい思い出を表現した[8]。
8. Miss Me（새벽별; 夜明け） [3:26]
  - 作詞：조윤경
  - 作曲：Will Jay、Kella Armitage、Ryan "Rykeyz" Williamson
  - 編曲：Ryan “Rykeyz” Williamson

90年代のポップとR&B感性が調和を成すレトロムードのトラック[8]。
歌詞には、一緒に眺めていた夜明けの星を思い浮かべながら、いつか未来で再び会う瞬間を心待ちにする期待と、僕が君を覚えているように君も僕を覚えていてほしいという思いが込められている[8]。
9. Beautiful Sailing（항해: 航海） [3:21]
  - 作詞：SUNPEACH (Flying Lab)
  - 作曲：Clovd、권덕근、Henrik Heaven、Petra
  - 編曲：Clovd、권덕근

ミディアムテンポのポップジャンルトラック[4]。曲が展開されるにつれて豊かになるサウンドと叙情的なメロディが、果てしない海を航海するような情景を思い起こさせる[4]。
夢に向かって最初の一歩を踏み出した瞬間から今日まで、絶え間ない変化と成長を遂げてきたNCT DREAMが、これまでの旅を振り返り、すべての瞬間の美しさを思い起こし、再び荒波を乗り越えてより大きな海へと進む物語を盛り込んだ[4]。

## リリース
| リリース日    | レーベル                   | 規格 | 商品番号                            |
| ------------- | -------------------------- | ---- | ----------------------------------- |
| 2025年7月14日 | カカオエンターテインメント | CD   | L700001560 （I AM THE FUTURE ver.） |
| 2025年7月14日 | カカオエンターテインメント | CD   | L700001561 （Ultimate Park ver.）   |
| 2025年7月14日 | カカオエンターテインメント | CD   | L700001562 （Digipack ver.）        |
| 2025年7月14日 | カカオエンターテインメント | NFC  | L700001563 （Hoverboard ver.）      |